# Tàngara de dors turquesa
La tàngara de dors turquesa (Cyanicterus cyanicterus) és un ocell de la família dels tràupid (Thraupidae) i única espècie del gènere Cyanicterus Bonaparte, 1850.

## Hàbitat i distribució
Habita la selva pluvial a l'Amazònia septentrional.